# 单弦
单弦是在中国华北和东北流行的一种曲艺形式，在华东和西南的城市中也有影响。

## 历史
单弦起源于清代满族八旗子弟自娱的一种演唱，起初是用三弦自弹自唱，所以称为“单”弦。唱腔通常是现成的曲牌联唱，以曲头开始，以曲尾结尾，中间有各种曲牌，基本是六句体，但中间也可以灵活地加各种“垛句”、“衬句”。
单弦后来了逐渐完善，成为一人弹三弦伴奏，艺人手持八角鼓演唱。八角鼓是一种小手鼓，木框，上有洞，中间镶上一种形似小镲的小组铃，表面蒙蟒皮，一手持鼓，在演唱间歇用另一只手指有节奏地敲打鼓皮，和伴奏协调。
以单弦的唱腔和曲牌为基础，发展出一种戏剧叫曲剧。

## 表演者
单弦表演者分为子弟票友和专业演员，其中著名演员有荣剑尘、谢芮芝、常澍田、谭凤元、曹宝禄、赵玉明、魏喜奎、马增蕙等；著名票友有李迫鹏、高家兰、刘耀东、章学楷、刘富权、律承荣等。